# Yury Holub
Yury Holub, né le 16 avril 1996, est un fondeur et biathlète biélorusse handisport.

## Palmarès

### Jeux paralympiques d'hiver

#### Biathlon
| Épreuve / Édition   | 7,5km Malvoyant | 12,5km Malvoyant | 15km Malvoyant |
| ------------------- | --------------- | ---------------- | -------------- |
| JO 2018 Pyeongchang | Argent          | Or               | -              |

#### Ski de fond
| Épreuve / Édition   | 1km Sprint Malvoyant | 10km Malvoyant | 20km Malvoyant |
| ------------------- | -------------------- | -------------- | -------------- |
| JP 2018 Pyeongchang | -                    | -              | Argent         |